# فرد اورمسون
فرد اورمسون (انگلیسی: Fred Urmson؛ ۲۶ نوامبر ۱۹۰۷ – ۱۱ سپتامبر ۱۹۸۵) بازیکن فوتبال اهل بریتانیا بود.
از باشگاه‌هایی که در آن بازی کرده‌است می‌توان به باشگاه فوتبال آترتون کولیریس، باشگاه فوتبال ترانمره راورز، و باشگاه فوتبال اکستر سیتی اشاره کرد.